# Peter Olesen
Peter Olesen (født 28. januar 1946 i Hobro) er en dansk journalist, forfatter og debattør, der primært er engageret i spørgsmål om bygningsbevaring og æstetik.
Olesen er uddannet journalist på Fyns Tidende og kendt fra TV-Avisen, hvor han var ansat fra 1976-1990. 1990-91 var han forlagsredaktør. Siden har han udgivet mere end 30 bøger, hovedsageligt om bydelen Valby, hvor han er bosat, om Københavns arkitektur, om Holbæks huse, om sommerhuse og om takt og tone. Han er desuden redaktør på en bogserie om sorg og savn på Thaning & Appel. Han er en søgt foredragsholder[kilde mangler] og har i mange år været en aktiv debattør. Til 2010 havde han en blog i Berlingske Tidende. I 1990'erne havde han et fjernsynsprogram om arkitektur på TV2.
Han modtog Gyldendals Faglitterære Pris i 2013.